# Американская коллегия хирургов
Американская коллегия хирургов (англ. American College of Surgeons) является образовательным объединением хирургов, основанным в 1912 году. Штаб-квартира расположена в Чикаго, штат Иллинойс. Коллегия предоставляет членство врачам по всему миру, специализирующимся в области хирургии и подпадающим под строгие критерии квалификационного отбора.

## Цель
Американская коллегия хирургов является научной и образовательной ассоциацией врачей-хирургов, основанной в 1912 году для улучшения качества медицинской помощи для хирургических пациентов, которая и сегодня устанавливает высокие стандарты медицинского образования и хирургической помощи.